# The Busters

The Busters live im Karlstorbahnhof in Heidelberg 2019

The Busters sind eine deutsche Ska-Band aus Wiesloch in Baden-Württemberg, die sich 1987 eigentlich nur als Freizeitprojekt gründete, jedoch inzwischen zu den bekanntesten deutschen Ska-Bands gehört und auch einen internationalen Bekanntheitsgrad erreichte.

## Bandgeschichte

### 1987 bis 2008
1988 erschien auf dem Weserlabel ihr erstes Album Ruder than Rude. 1989 ging die Gruppe mit den Bad Manners auf ihre erste große Deutschland-Tour. Im selben Jahr spielte die Band mit Laurel Aitken auf ihrem Album Couch Potatoes zwei Songs gemeinsam ein und begleitete den Musiker während einer Tour als Backing-Band. Anschließend wechselte Posaunist Jan-Hinrich Brahms († 2024) von den Busters zur britischen Ska-Legende Bad Manners. Sein Nachfolger wurde Robert Göhring.
Um 1990 gehörten The Busters mit Skaos aus dem bayrischen Krumbach, No Sports aus Stuttgart, The Blue Beat aus Jülich, El Bosso & die Ping-Pongs aus Münster, Blue Chateau aus Hamburg und Blechreiz aus Berlin zu den Wegbereitern der deutschen Ska-Szene und absolvierten miteinander zahlreiche Konzerte.
1991 schied der Schlagzeuger Gunther Hecker aus. Ohne festen Drummer spielten The Busters im gleichen Jahr in den USA eine Clubtournee mit der amerikanischen Ska-Band The Toasters. Das darauf erscheinende Album Dead or Alive – erstmals mit Stefan Breuer am Schlagzeug – persiflierte den American Way of Life. 1992 erschien mit Cheap Thrills ein Live-Album. Im selben Jahr verpflichtete man mit Jochen Seiterle einen weiteren Gitarristen.
Nach einer weiteren USA-Tournee entlang der Westküste 1993 und dem 1994 erscheinenden Album Sexy Money verließen der Sänger Thomas Scholz und der Gitarrist Martin Keller die Band. Während als Nachfolger von Scholz der im Rhein-Neckar-Raum bekannte Sänger Markus Sprengler folgte, wurde aufgrund von Seiterles Erfahrung kein weiterer Gitarrist in die Band aufgenommen. 1995 bekamen die Busters das Angebot, auf dem Montreux Jazz Festival als Headliner eines Ska-Abends aufzutreten. Dabei wurde eine Live-CD mitgeschnitten. Der Montreux-Auftritt führte die Busters zur Plattenfirma Sony, bei der 1996 das Album Stompede und 1997 das Best of Boost Best erschienen. Danach trennte sich die Band von Sony und wechselte zu SPV/Dogsteady Records.
Mit dem Album Make a Move und dem neuen Gitarristen Alex Lützke gingen die Busters 1998 mit den Ärzten auf Tour. Im Jahr 1999 entstand das Projekt The Swingvergnügen, dem auch mehrere Mitglieder der Busters angehörten. Mit dieser Band widmete sich The Busters dem Neoswing und veröffentlichte das Album Road Rage.
Nach dem zehnten Album Welcome to Busterland verließen die beiden Gründungsmitglieder „Mäx“ Grittner und Klaus Huber aus beruflichen Gründen die Busters. Im Sommer 2000 arbeitete die Band mit dem Ärzte-Gitarristen Farin Urlaub zusammen und brachte mit ihm die Single Liebe macht blind heraus. Die darauf folgende „No Risk No Fun“-Tour wurde der Einstand der neuen Mitglieder Rolf Breyer (Bass) und Richard Tabor (Gesang).
Das Album 360° (2001) enthielt als Bonustracks noch einmal die neuen Lieder aus der Single mit Farin Urlaub. Darüber hinaus wird die Band auf dem Tonträger bei zwei Songs auch von Dr. Ring-Ding unterstützt. Die Bläser der Busters begleiten seit 2002 Farin Urlaub und das Farin Urlaub Racing Team auf Tour.
Ihr 15-jähriges Jubiläum feierte die Band 2002 mit einem großen Freiluftkonzert in ihrer Heimatstadt Wiesloch vor 7000 begeisterten Fans. Der Auftritt wurde mitgeschnitten und eine Auswahl der dargebotenen Stücke Anfang 2003 als Album veröffentlicht, auf dem wiederum Farin Urlaub einen Gastauftritt hat, ebenso wie auch der „Busters Pension Fund“, eine Band aus sechs ehemaligen Busters-Mitgliedern. Im Sommer desselben Jahres spielte die Band auf der Hauptbühne des Taubertal-Festivals als Co-Headliner vor den Toten Hosen, für die The Busters auch im Dezember desselben Jahres auf der „Auswärtsspiel“-Tournee als Vorgruppe fungierten. Kurz zuvor, im November, hatte Markus Sprengler die Band verlassen.
Im Sommer 2003 erfüllten sich The Busters den lange aufgeschobenen Wunsch, mit Revolution Rock ein Album ganz im Stil des frühen jamaikanischen Skas aufzunehmen. Im November 2004 debütierte die Band erfolgreich in Japan. Davon beeinflusst veröffentlicht die Band Anfang 2005 die EP Sukiyaki vs. Tokyo Ska Zone.
Die Band gründete inzwischen ihr eigenes Label „Ska Revolution Records“, auf dem auch der 2005er Longplayer Evolution Pop erschien, bei dem Farin Urlaub als Produzent zweier Songs genannt wird. Darüber hinaus wurde für die Aufnahmen Sänger Ron Marsman ins Boot geholt, der seither als zweiter Frontmann neben Richard Tabor agierte. Im Herbst 2006 erschien die Live-EP Ska, Sweat & Tears, die nur auf der offiziellen Homepage zum Download angeboten und nicht als CD veröffentlicht wurde. Am 2. November 2007 erschien das Doppelalbum Double Penetration, im Winter 2007/08 gingen The Busters auf „Plugged Penetration“-Tour.

### Seit 2009
Mit Abschluss der „Offbeat Revenge“-Tour im Winter 2008/2009 gaben die Busters einen weiteren Besetzungswechsel bekannt. Für die beiden Gründungsmitglieder und altverdienten Saxophonisten Hans-Jörg „Fischi“ Fischer und Peter „Quitte“ Quintern übernahm ab 1. März 2009 Mathias Demmer das Saxophon. Kurz darauf verließ auch der langjährige Sänger Richard „Richez“ Tabor aus beruflichen Gründen die Band.
Nachdem im Sommer mehrere Auftritte unter anderem bei den Festivals Summerjam und dem Open Air Gampel absolviert wurden, arbeiteten The Busters an ihrem neuen Album „Waking The Dead“, welches am 13. November 2009 erschien. Mit vier Liedern aus dem Album und sechs weiteren Songs war die Band darüber hinaus im Soundtrack von Jonas Groschs Spielfilm Résiste – Aufstand der Praktikanten vertreten. Der Kontakt zum Regisseur und kam über dessen Schwester Katharina Wackernagel zustande, Hauptdarstellerin und Fan der Band.
2010 spielten The Busters in der Hamburger Fabrik Das Konzert für die Ewigkeit. Der Abend wurde Jonas Grosch aufgezeichnet, zum gleichnamigen Konzertfilm verarbeitet und zusammen mit Groschs einstündigem Dokumentarfilm Eine Band für die Ewigkeit als Doppel-DVD veröffentlicht. Der Dokumentarfilm wurde u. a. auf dem Filmfest Biberach vorgestellt und auf der anschließenden Tour „Ewigkeit Tonight“ in einigen Städten vor dem Konzert in lokalen Kinos gezeigt.

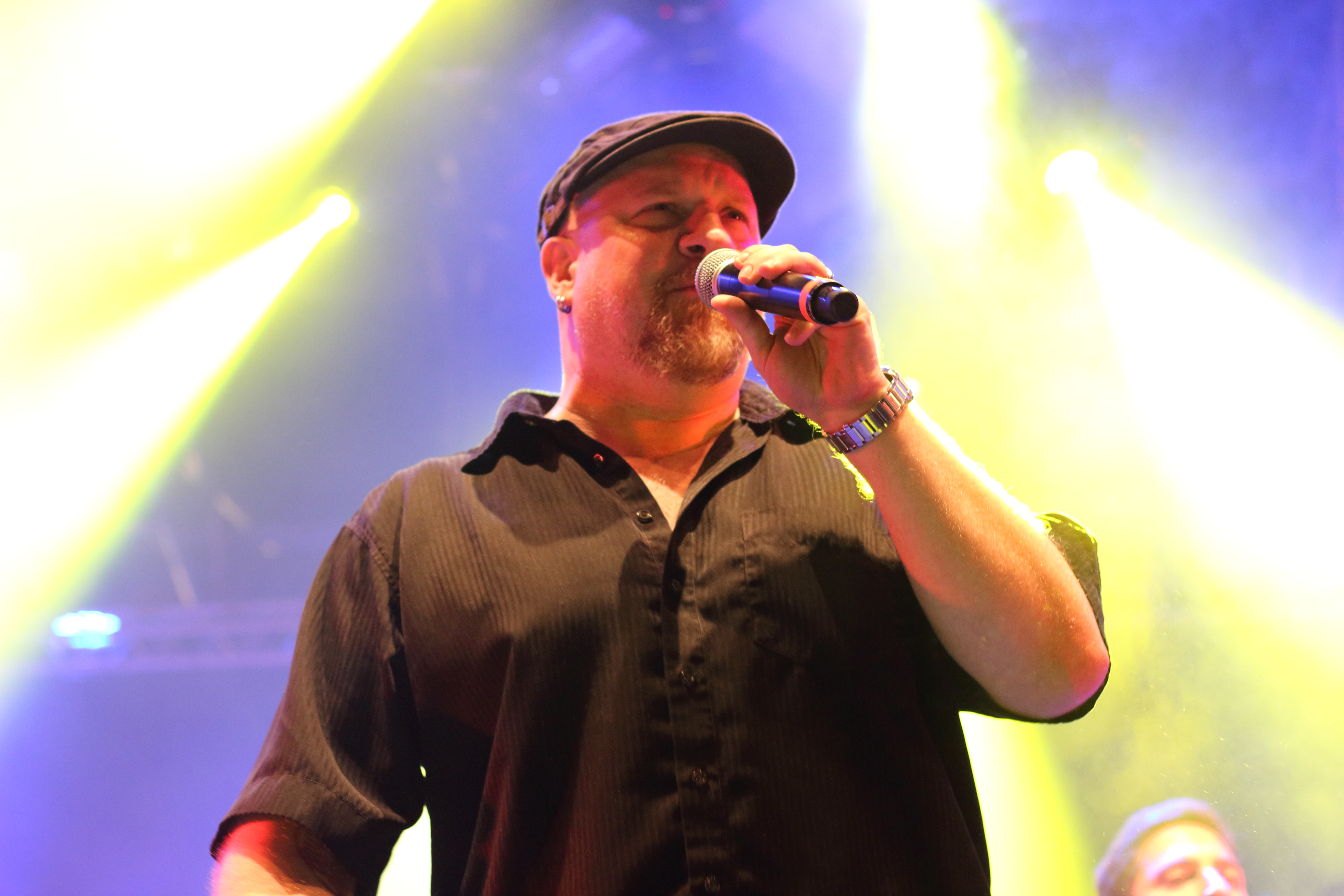
Richie Alexander am PictureOn 2014

Das Jahr 2011 begann mit der Beteiligung der Band mit vier Stücken am Soundtrack von Jonas Groschs zweitem Spielfilm, der „Screwball Musical Komödie“ Die letzte Lüge. Stephan Keller und Markus Schramhauser waren zudem für den Score verantwortlich und die Band war als „Lyin' Buster Cats“ auch im Film zu sehen. Im Sommer setzt die Band auf Einladung ihrer Freunde von Desorden Público und des Goethe-Instituts nach Venezuela über. Dort spielen sie auf der Plaza La Castillana in Caracas ein Konzert vor mehreren tausend Einheimischen. Nach weiteren Sommerauftritten, u. a. bei den Festivals Open Flair und Summerjam, gingen The Busters unter dem Motto „Brutales 1-2-3“ auf traditionelle Wintertour.
2012 feierte die Band im Wieslocher Palatin ihr 25-jähriges Bestehen mit Fans, Freunden, ehemaligen Mitgliedern sowie prominenten Freunden wie Katharina Wackernagel, Götz Widmann und Dr. Ring-Ding. Anschließend ging es mit Dr. Ring-Ding als „Special Guest“ auf ausgedehnte Deutschland-Tour.
2013 wurde Dr. Ring-Ding unter dem bürgerlichen Namen Richie Alexander als zweiter Sänger festes Bandmitglied. Die Premiere erlebten die Fans auf der „4 Fäuste für ein Summertime“-Tour 2013 und 2014. Am 14. November 2014 wurde das 17. Album Supersonic Eskalator veröffentlicht. Eine Vinyl-LP namens Supersonic Scratch erschien am 19. Dezember 2014.
2015–2016 betrieb die Band ein Sideproject namens Schramme11. Dort spielte die gesamte Band deutschsprachige Rockmusik mit Elementen der Weltmusik und des Schlagers. Ende 2016 wurde der 18. Tonträger als Live-Doppelalbum Ska Bang 87 zur gleichnamigen 30-jährigen Jubiläumstour veröffentlicht.
Am 5. August 2017 spielte Ron Marsman nach 12 Jahren sein letztes Konzert mit The Busters beim Ruhr Reggae Summer. Ein Freund der Band, Joe Ibrahim von MEGATON, übernahm damals den Gesang.
Seit dem Ausstieg von Richie Alexander 2020 ist Joe Ibrahim der einzige Frontsänger der Band.
Im Dezember 2020 verstarb Percussionist und Gründungsmitglied Jesse Günther.
Im Jahr 2020 verließ auch der langjährige Drummer und Komponist zahlreicher Titel Stefan Breuer die Band. An dessen Stelle folgte Michl Fischer.
In der Zeit der Covid-Pandemie arbeitete die Band an neuen Songs und veröffentlichte im November 2022 das Album „Love Bombs“. Darauf folgte die erfolgreichste Club-Tour („Move“) der Band bisher.
Im Jahr 2024 verließ Saxophonlegende Mathias 'Mad' Demmer, der ebenfalls viele Kompositionen zum Gesamtwerk beigetragen hat, nach 15 Jahren die Band und wurde durch Oliver Wetzl ersetzt.
Im Juni 2024 nahm die Band zusammen mit Katharina Wackernagel unter dem Titel „Wehrt euch!“ eine neue Version des Liedes Hejo, spann den Wagen an auf, das Lied wird auf der Webseite der Band kostenlos zum Download bereitgestellt.

## Diskografie

### Alben
- 1988: Ruder than Rude (Weserlabel)
- 1989: Couch Potatoes (Weserlabel)
- 1991: Dead or Alive (Weserlabel)
- 1992: Cheap Thrills (Weserlabel)
- 1994: Sexy Money (Weserlabel)
- 1995: Live in Montreux (Weserlabel)
- 1996: Stompede (Mambo Music/Sony)
- 1997: Boost Best (Mambo Music/Sony)
- 1998: Make a Move (Dogsteady Records/SPV; Re-Release: Ska Revolution Records, 2011)
- 1999: Welcome to Busterland (Dogsteady Records/SPV; Re-Release: Ska Revolution Records, 2011)
- 2001: 360° (Dogsteady Records/SPV; Re-Release: Ska Revolution Records, 2011)
- 2003: Live (Pork Pie/Vielklang; Re-Release: Ska Revolution Records, 2008)
- 2004: Revolution Rock (Ska Revolution Records/Vielklang)
- 2005: Evolution Pop (Ska Revolution Records)
- 2007: Double Penetration (Ska Revolution Records)
- 2009: Waking the Dead (Ska Revolution Records)
- 2014: Supersonic Eskalator (Ska Revolution Records)
- 2014: Supersonic Scratch (Vinyl, Ska Revolution Records)
- 2016: Ska Bang 87 (30 Years - 30 Songs) (Ska Revolution Records)
- 2017: Straight Ahead (Ska Revolution Records)
- 2019: The Busters (Ska Revolution Records)
- 2022: Love Bombs (Ska Revolution Records)

### Singles und EPs
- 1988: No Respect (Weserlabel)
- 1989: Don’t Worry, Be Happy (Weserlabel)
- 1989: Rude Girl (Weserlabel)
- 1989: She Was My Girl – feat. Laurel Aitken (Weserlabel)
- 1989: Summertime (Weserlabel)
- 1994: 94er Hits (Weserlabel)
- 1996: Behind Your Door (Mambo Music/Sony)
- 1996: Ubangi Stomp (Mambo Music/Sony)
- 1997: Ska Muzik (Mambo Music/Sony)
- 1997: Candy (Mambo Music/Sony)
- 1998: Come On (Dogsteady Records/SPV)
- 2000: Liebe macht blind – feat. Farin Urlaub (Dogsteady Records/SPV)
- 2001: My Girl (Dogsteady Records/SPV)
- 2001: Wir lassen es nicht zu (Dogsteady Records/SPV)
- 2005: Sukiyaki vs. Tokyo Ska Zone (Ska Revolution Records)
- 2005: Radio Smash Hit (Ska Revolution Records)
- 2005: Whiskey ’Til I Drop (Ska Revolution Records)
- 2005: Clocks Don’t Rock (Ska Revolution Records)
- 2006: Ska, Sweat & Tears (Ska Revolution Records)
- 2007: The Wrong Song (Ska Revolution Records)
- 2009: Live It Up (Ska Revolution Records)

### Videoalben
- 2010: Das Konzert für die Ewigkeit (Ska Revolution Records)